# Don Li

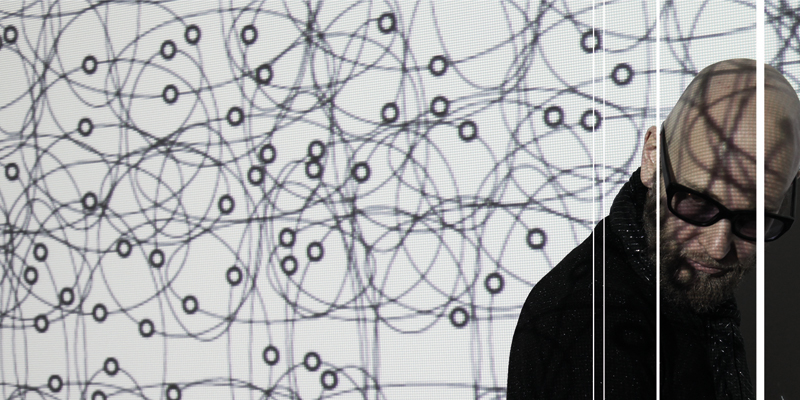
Don Li 2012 im Orbital Garden in Bern

Don Li (bürgerlich Don Li von Arx, * 7. April 1971 in Bern) ist ein Schweizer Komponist, Musiker (Klarinette, Saxophon) und Musikproduzent im Bereich reduktiver Musik. Bis in die frühen 2000er trat er unter dem Künstlernamen Don Pfäffli auf.

## Leben und Wirken
In einer Grafiker- und Zeichner-Familie aufwachsend, spielte er als Kind Schlagzeug, Klavier und Saxophon und schrieb im Alter von 16 Jahren erste eigene Kompositionen. Als junger Saxophonist spielte er u. a. mit George Gruntz, Christy Doran, Harald Haerter oder Joseph Bowie.
Mit seinem Sextett "Tonus" 1993–2002, dem die Musiker Mich Gerber (1997–1998), Nik Bärtsch (1996–2002), Björn Meyer (1998–2002), Werner Hasler (1995–2002), Marco Agovino (1993–2002) und Patrick Lerjen (1993–2002) angehörten, führte er die meisten seiner Kompositionen auf. Das 1999 veröffentlichte Album Gen, das auf jeden solistischen Beitrag verzichtet und sich so zu einer hypnotisierenden 27-minütigen Suite verdichtet, wurde von der Kritik besonders beachtet. Gen präsentiert rhythmisch, klanglich und konzeptionell beinahe alle Elemente, die den Begriff Tonus-Music charakterisierten.
1999 gründete Don Li das Label Tonus-Music-Records und veröffentlicht Aufnahmen unterschiedlicher Musiker. Im Jahr 2000 gründete er das Tonus-Music Labor in Bern (Seit 2012 umbenannt als Orbital Garden), das als Aufnahmestudio, öffentliches Probelabor, Workshop- und Unterrichtsstätte zur Verfügung steht und als Aufführungsort meist interdisziplinären und unorthodoxen Aufführungsmethoden – u. a. einen während 48 Stunden gespielten Drumbeat – dient. Er arbeitete dort u. a. mit Jojo Mayer, Skúli Sverrisson, Pierre-Yves Borgeaud, Peter Scherer, Ania Losinger, Mats Eser, Christian Zehnder, Vidya Shah, Milind Raikar, Sanju Sahai, Kaspar Rast, Asita Hamidi, Björn Meyer, Andi Pupato, Norbert Pfammatter, Wolfgang Zwiauer, Nik Bärtsch, Sha oder Zimoun und veranstaltete verschiedene Konzerte, Ausstellungen, Vorträge und Installationen. Er nahm auch in den Gruppen von Fabian Kuratli (Fab Four), Asita Hamidi, Bänz Oester, Nik Bärtsch (Mobile) oder Christian Zehnder auf.
Sein Konzept Tonus-Music verbindet ein reduktiv diszipliniertes, nahezu grafisch-architektonisches Kompositionsverfahren, mit Komponenten der klassischen Indischen Musik, des Jazz, minimalen Elektronik oder des Funk. Dabei interessieren ihn Elemente der Metrik, der Verzahnung und des Gleichgewichts von rhythmischen Strukturen in Kombination mit musikalischer Askese. Seine Kompositionen (Parts), die oft aus einer einzigen Formel bestehen, nummeriert er seither laufend durch, vergleicht sie mit japanischen Haikus und bezeichnet sie als musikalische Skulpturen.
Seit 2003 befassen sich seine Werke mit der bewussten, chronologischen Strukturierung der Zeit und dauern synchron zum Computer exakt 60 Minuten (Orbital Garden).

## Preise und Auszeichnungen
Don Li erhielt 2001 einen Kompositionsauftrag von Pro Helvetia und 2006 eine „prioritäre Labelförderung“ der gleichen Fördereinrichtung. Nach einem New-York-Stipendium der Stadt Bern (2002) erhielt er 2004 die Möglichkeit zum „Werkjahr der Stadt Bern.“ 2008 wurde er mit dem Preis der Deutschen Schallplattenkritik ausgezeichnet.

## Diskographische Hinweise
- Don Li Gen (Tonus-Music-Records) 1999
- Don Li Trigon (Tonus-Music-Records) 2000
- Don Li Kun (Tonus-Music-Records) 2001
- Nik Bärtsch Mobile: Ritual Groove Music (Ronin Rhythm 2001)
- Don Li Live Vol. 1  (Tonus-Music-Records) 2002
- Don Li Live Vol. 2 (Tonus-Music-Records) 2002
- Don Li 15 Squared (Tonus-Music-Records) 2005
- Don Li Out of Body Experience (Tonus-Music-Records) 2006
- Don Li A Portrait of Edith Piaf  (Tonus-Music-Records) 2008
- Katryn Hasler 11.58 (Tonus-Music-Records) 2009 (Komposition)
- Don Li/Peter Scherer That Land (Tonus-Music-Records) 2010